# کریستین کریستی
 کریستین کریستی (انگلیسی: Christian Christie؛ ۲۴ دسامبر ۱۸۳۲ – ۱۳ سپتامبر ۱۹۰۶) یک معمار اهل نروژ بود.